# Торін Дубощит
То́рін Дубощи́т (англ. Thorin Oakenshield) — у легендаріумі Дж. Р. Р. Толкіна ґном, один із головних персонажів роману «Гобіт, або Туди і Звідти». Торін є спадкоємцем Королівства Під Горою, звідки його батько і дід були вигнані драконом Смоґом. Він організовує похід з метою повернути скарби своїх предків, у якому також взяли участь дванадцять гномів і гобіт Більбо Торбин. В образі Торіна відображені властивості скандинавського героя і шекспірівського персонажа. Він позитивно зображений у більшій частині повісті, поки не піддався бажанню драконівського золота, після чого Торін представлений у набагато більш негативному світлі, схильним до жадібності (повторювана тема в творі Толкіна). Його доля нагадує долю Боромира в романі «Володар перснів».

## Ім'я
Як і більшість імен гномів у «Гобіті», Торін (давн. сканд. Þorinn — «сміливець, відважний», від слова þora — «вирішувалося») взято зі списку ґномів Dvergatal в еддіничних піснях «Пророкування вельви» і «Видіння Гюльві». Його прізвисько з того ж джерела: інший гном з Dvergatal названий Ейкінскьяльді (давн. сканд. Eikinskjaldi — «дубовий щит»), що Толкін переклав на англійську мову як Oakenshield.